# Dolichotarsus kingi
Dolichotarsus kingi är en tvåvingeart som beskrevs av Brooks 1945. Dolichotarsus kingi ingår i släktet Dolichotarsus och familjen parasitflugor. Inga underarter finns listade i Catalogue of Life.